# Allium tenuiflorum
Allium tenuiflorum är en amaryllisväxtart som beskrevs av Michele Tenore. Allium tenuiflorum ingår i släktet lökar, och familjen amaryllisväxter. Inga underarter finns listade i Catalogue of Life.